# Lincroft
Lincroft és una concentració de població designada pel cens dels Estats Units a l'estat de Nova Jersey. Segons el cens del 2000 tenia 6.255 habitants.

## Demografia
Segons el cens del 2000, Lincroft tenia 6.255 habitants, 2.121 habitatges, i 1.718 famílies. La densitat de població era de 429,7 habitants/km².
Dels 2.121 habitatges en un 41,6% hi vivien nens de menys de 18 anys, en un 73,8% hi vivien parelles casades, en un 5,3% dones solteres, i en un 19% no eren unitats familiars. En el 17,3% dels habitatges hi vivien persones soles el 12,8% de les quals corresponia a persones de 65 anys o més que vivien soles. El nombre mitjà de persones vivint en cada habitatge era de 2,91 i el nombre mitjà de persones que vivien en cada família era de 3,31.
Per edats la població es repartia de la següent manera: un 28,1% tenia menys de 18 anys, un 5,2% entre 18 i 24, un 25,4% entre 25 i 44, un 27,6% de 45 a 60 i un 13,7% 65 anys o més.
L'edat mediana era de 40 anys. Per cada 100 dones de 18 o més anys hi havia 94 homes.
La renda mediana per habitatge era de 94.199 $ i la renda mediana per família de 104.972 $. Els homes tenien una renda mediana de 79.177 $ mentre que les dones 41.875 $. La renda per capita de la població era de 37.910 $. Aproximadament el 3% de les famílies i el 5,6% de la població estaven per davall del llindar de pobresa.

## Poblacions més properes
El següent diagrama mostra les poblacions més properes.